# SN 2007cr
SN 2007cr – supernowa odkryta 16 czerwca 2007 roku w galaktyce E137-G19. W momencie odkrycia miała maksymalną jasność 15,00m.